# Coming Out
『Coming Out』（カミング・アウト）は、SILVAの2枚目のアルバム。2000年7月19日発売。

## 概要
前作から約1年1ヶ月ぶりのアルバム。前作に続きオリコンTOP10入りを果たした。累計売上は9.6万枚。

## 収録曲
1. My name is Silva〜Welcome to the Party〜（3:25）
  - 作詞・作曲：SILVA 編曲：CHOKKAKU
2. BABY DOLL（5:20）
  - 作詞：SILVA 作曲：村山晋一郎、SILVA 編曲：Nao
3. ヴァージンキラー（6:13）
  - 作詞：SILVA 作曲：横山輝一 編曲：CHOKKAKU

6thシングル、TBS系「ワンダフル」ミニドラマ主題歌、作曲の横山自身も2003年のアルバム『ARTIST'S PROOF』でセルフカバーしている。
4. SOUL FOOD（6:43）
  - 作詞：SILVA 作曲：桜井秀俊 編曲：鈴木俊介
5. reality（5:07）
  - 作詞・作曲：SILVA 編曲：CHOKKAKU
6. Twilight Moon（4:40）
  - 作詞：SILVA 作曲：横山輝一 編曲：Nao
7. 心と体（4:43）
  - 作詞・作曲：SILVA 編曲：鈴木俊介

7thシングル、日本テレビ系「M-mania」テーマ曲。
8. LOVE（4:40）
  - 作詞・作曲：SILVA 編曲：鈴木俊介
9. 赤いバラ（4:43）
  - 作詞：SILVA 作曲：村山晋一郎、SILVA 編曲：鈴木俊介

6thシングルのC/W曲。
10. ハッピーエンド（4:10）
  - 作詞：SILVA 作曲：筒美京平 編曲：鈴木俊介

9thシングルとしてリカット。
11. ヴァージンキラー(GO GO GIRLS mix)（5:49）
YOU THE ROCK★とのコラボレーション曲。
12. ヌード(ram jam world mix)（5:44）
5thシングルの別バージョン、オリジナルはTBS系「王様のブランチ」エンディングテーマ。